# Jonsered
Jonsered eredetileg Jonsereds Fabrikers AB egy 1872-ben, a skót William Gibson által megalapított főként textilipari vállalat volt. 1978-tól kezdve a teljes termelést áthelyezték az akkor még Elctrolux cégcsoporthoz tartozó Husqvarna-hoz, azóta a JONSERED már csak mint márka létezik.

## Történet

### 1833-1872

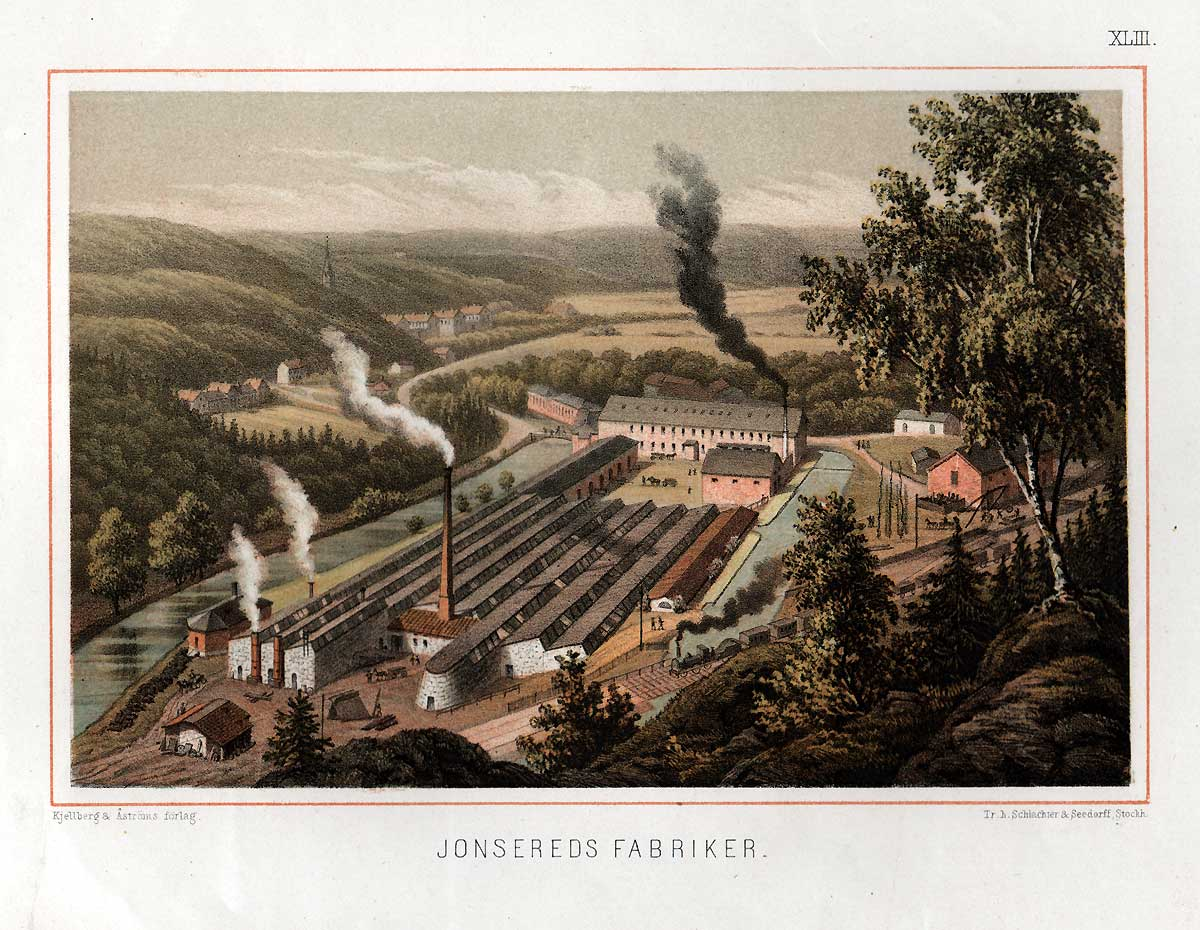
Jonsereds Fabriker az 1870-es években

#### Jonsered Fabriker AB
1872-ben létrejött a  Jonsereds Fabrikers AB ami a mai korlátolt felelősségű társaságnak felel meg, eleinte textilipari és öntöttvas termékeket gyártottak például tűzoltótömlő, törülköző, táskák stb; 1880-as években kezdték meg az erdészeti gépek gyártását többek közt szalagfűrész, gyalu, eszterga és még néhány, a famegmunkálásához szükséges eszközt.

### 1975-ig

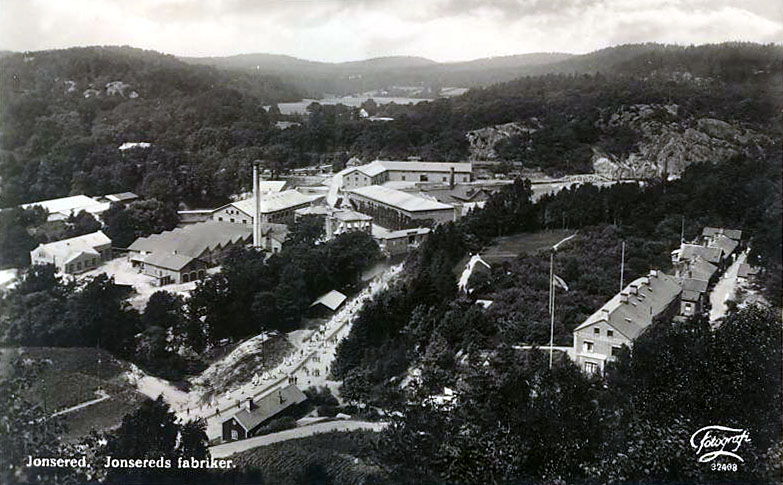
Jonsereds Fabriker, 1920-ban

Fordulópont volt a cég számára 1926, mikor is John James "Jimmy" Gibson visszavonult az igazgatói posztról, és Ivar Wendt került a helyére. 1954-ben a cég mérföldkőhöz érkezett, ami nem más volt mint a „Raket”, a világ első egy ember által használható láncfűrésze.

### Az Electrolux tagja
1975-ben a Jonsereds Fabrikers AB-t megvásárolta az Asken befektetőcsoport innentől kezdve leányvállaltként működik Jonsered AB néven. A cégen egy strukturális reformot hajtottak végre, melynek keretében a cég egyes részleget leállították vagy eladták. 1978-ban a Jonsered AB-t megvásárolta az Electrolux cégcsoport amely folytatta a gyár leépítését, a gyártást áthelyezték a Husqvarna-hoz. Az 1990-es évek végére a cég megmaradt részlegeit egyesítették az Electrolux már létező részlegeivel és így a gyár gyakorlatilag megszűnt.
Napjainkban a „JONSERED” már csak márkaként létezik, amelyet továbbra is az Electrolux cégcsoport birtokol.
Az egykori gyár területét a mai napig használják például kézműves foglalkozásokat tartanak.

## Külső hivatkozások
A JONSERED honlapja